# 外部网
外部网（Extranet）是一个使用与互联网同样技术的计算机网络，它通常属于一个企业或组织的内部网（Intranet）或建立在互联网中并为指定的用户提供信息的共享和交流等服务。
外部网应用互联网与内部网的技术去服务一些外部企业，包括特定的客户、供应商或生意上的伙伴。
从九十年代到2000年以前，曾经有许多大企业使用企业外部网，通过基于互联网浏览器认证的形式对享有权限的用户提供共享和交换数据的服务。这项技术通常被大型企业用于专为商业伙伴或客户提供的各种信息服务，例如：价格表、产品信息、项目合作、备忘录等等。
使用者可以通过不同的技术访问外部网，例如IP通道，VPN或者专用拨号网络。